# Severodoněck
Severodoněck (ukrajinsky Сіверськодонецьк, Siverskodoneck, rusky Северодонецк, Severodoněck) je město v Donbasu na východní Ukrajině. Se svými 99 000 obyvateli (2022) je třetím největším městem Luhanské oblasti. Se sousedním zhruba stejně velkým Lysyčanskem tvoří dvojměstí rozdělené řekou Severní Doněc, přičemž Severodoněck leží na levé (severovýchodní) straně. Železniční stanice Lysyčansk tak slouží oběma městům, neboť Severodoněck vlastní nádraží nemá.

## Historie
Severodoněck byl založen roku 1934 současně s výstavbou Lysyčanského chemického kombinátu, jednoho z největších v Evropě. Jednalo se o předměstí Lysyčansku a měli zde žít především pracovníci chemického závodu, který existuje i v současnosti - průmyslový podnik Azot. To odráží i městský znak, jemuž vedle holubice dominuje chemická baňka. Od roku 1979 je zde provozována trolejbusová doprava.
Severodoněck bylo typické sovětské provinční město s panelovými domy a širokými alejemi. Když v roce 2014 došlo k vyhlášení Luhanské lidové republiky ubránilo se město proruským separatistům a stalo se neformálním administrativním centrem Luhanské oblasti.
Od 2. března 2022 probíhají v okolí města boje mezi Ukrajinou a Ruskem. Podle vedoucího vojensko-civilní správy Severodoněcku Alexandra Strjuka bylo v důsledku ruské invaze na Ukrajinu zničeno 90 % budov ve městě. 23. června 2022 dostali obránci od ukrajinského vojenského velení příkaz ze zničeného města se stáhnout.  Dne 25. června 2022 se definitivně město dostalo pod kontrolu ruské armády a separatistů.

## Rodáci
- Nikolaj Davyděnko – ruský tenista
- Pavel Gubarev – proruský vůdce donbaských separatistů
- Rudolf Molleker – německý tenista ukrajinského původu

## Galerie

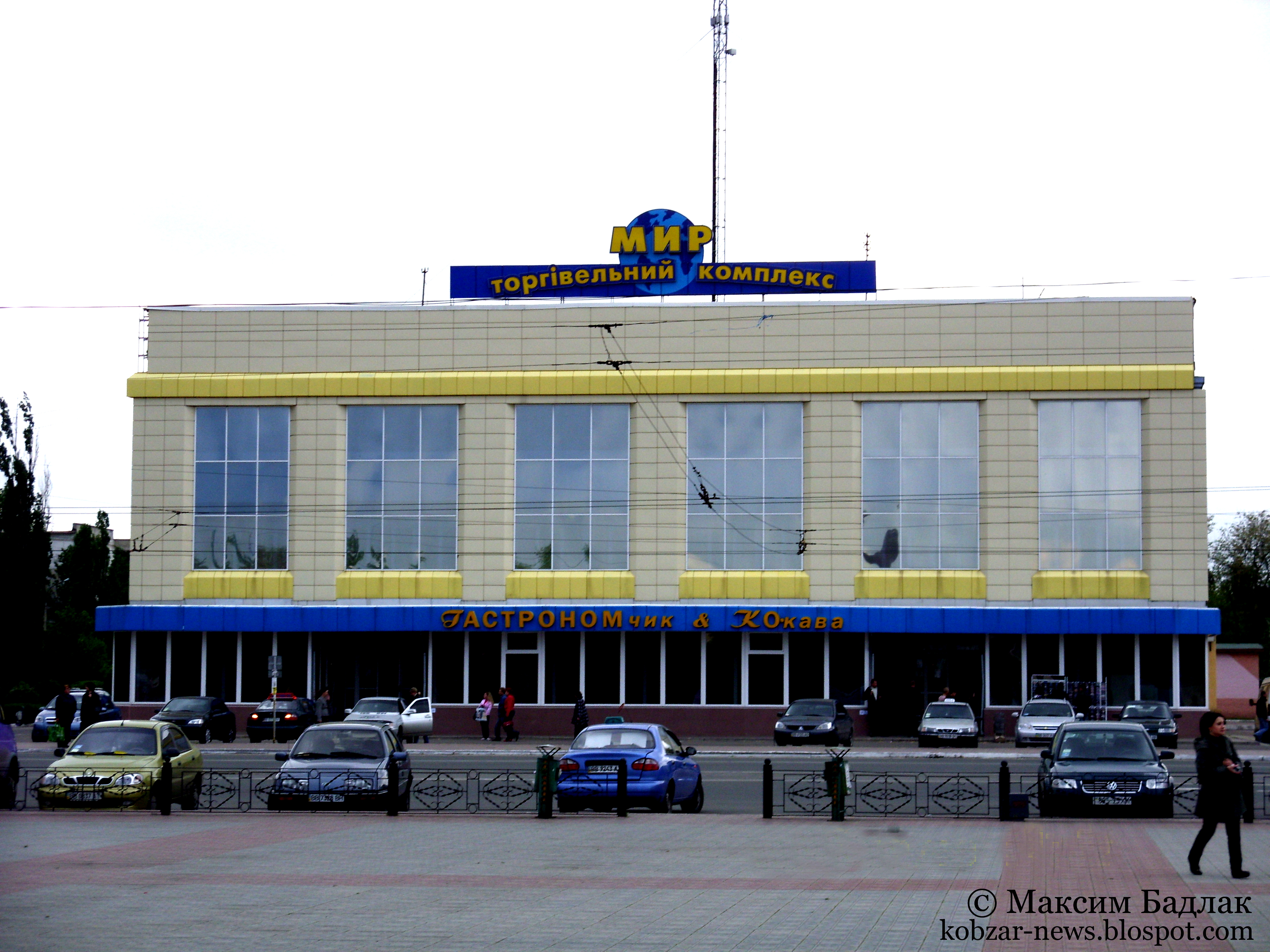
Obchodní dům Myr
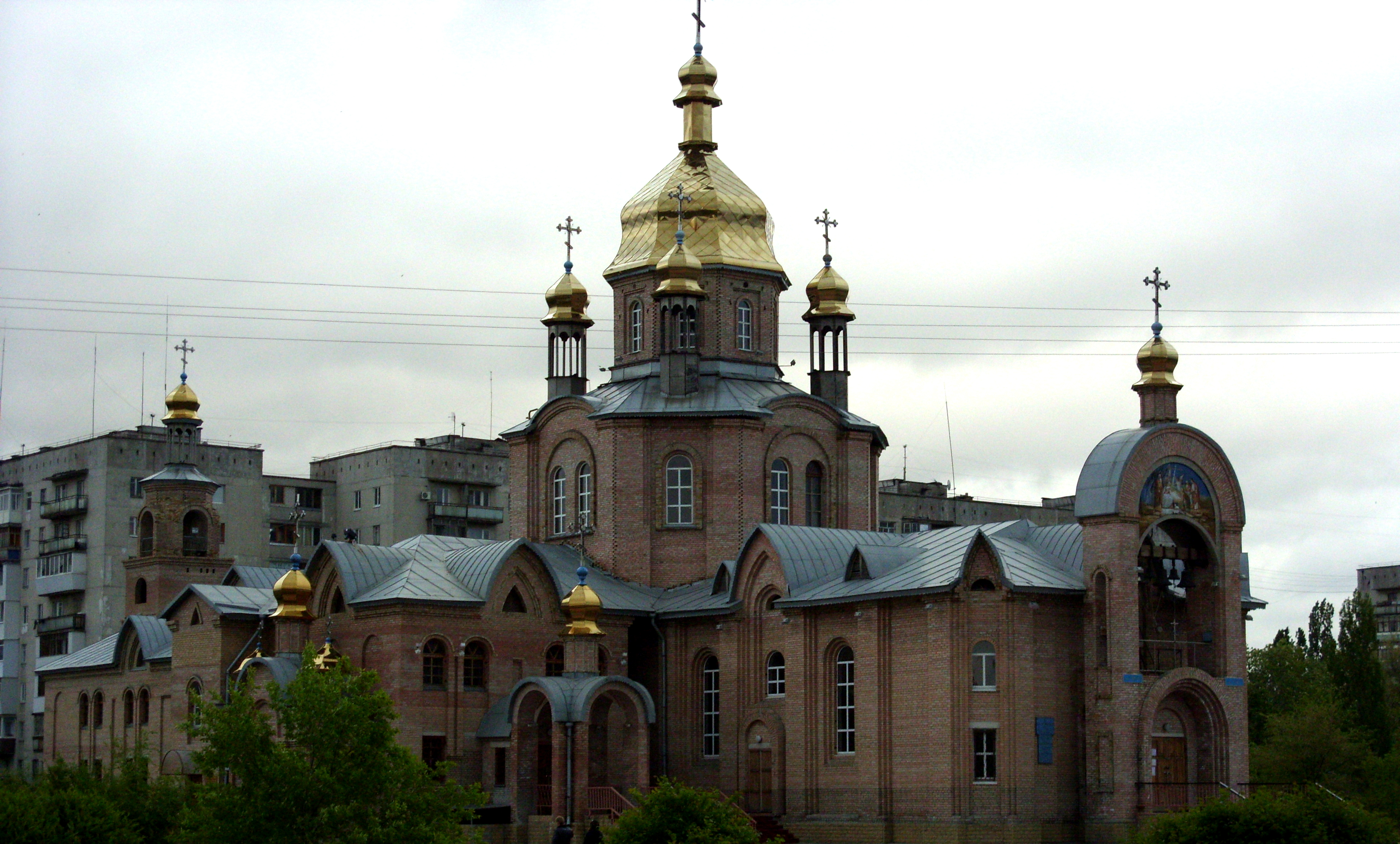
pravoslavná katedrála Narození Páně (2008)

## Partnerská města
- Jelení Hora, Polsko
- Rovno, Ukrajina
- Serpuchov, Rusko